# Kim Anderson
Keith Kim Anderson (Sedalia, 12 maggio 1955) è un ex cestista e allenatore di pallacanestro statunitense, professionista nella NBA, in Italia e in Francia.

## Carriera
È stato scelto con la 28ª scelta assoluta dai Portland Trail Blazers nel Draft NBA 1977; dopo aver giocato per una stagione in Italia a Forlì, ha giocato per una stagione nella squadra dell'Oregon, scendendo in campo 21 volte. Dopo un'ulteriore stagione a Forlì ha chiuso la carriera giocando per un anno in Francia.